# Caroline Afonso
Caroline Afonso (Quimper, 20 februari 1985) is een Franse golfprofessional sinds 2007. Ze woont in Anglet bij Biarritz.

## Amateur
Afonso begon op 10-jarige leeftijd met golf. In 1999 haalde ze de finale van het Franse Jeugdkampioenschap en won ze het Frans Amateurkampioenschap. In 2007 won ze het Frans Amateur voor dames.
- 1999: Frans Amateur (meisjes)
- 2006: Biarritz Cup
- 2007: Frans Amateur (dames)

## Professional
Op 19 december 2007 werd Afonso professional, nadat zij zich via de Tourschool in Italië had gekwalificeerd om aan de Europese Tour in 2008 mee te doen.
Afonso is verbonden aan de Saint-Laurent Golf Club in Bretagne. Ze woont in Anglet bij Biarritz.
Op 2 april 2010 behaalde Afonso de eerste overwinning van haar professionalcarrière. Zij won het Terre Blanche Ladies Open, het eerste toernooi van de Access Series, de zojuist opgerichte Challenge Tour van de Ladies European Tour.

### Gewonnen

#### Access Series
- 2010: Terre Blanche Ladies Open, La Nivelle Ladies Open
- 2011: Schweppes PGA (-9)